# سيزار مونيز فيرنانديز
سيزار مونيز فيرنانديز (بالإسبانية: César Muñiz Fernández)‏ (مواليد 18 مايو 1970 في بروكسل) حكم كرة قدم إسباني . قرر الاتحاد الدولي لكرة القدم اعتماده حكما دوليا في سنة 2007 .